# Liste de poètes espérantophones
Cet article répertorie des poètes ayant écrit en espéranto.
- Haut – A
- B
- C
- D
- E
- F
- G
- H
- I
- J
- K
- L
- M
- N
- O
- P
- Q
- R
- S
- T
- U
- V
- W
- X
- Y
- Z

## A

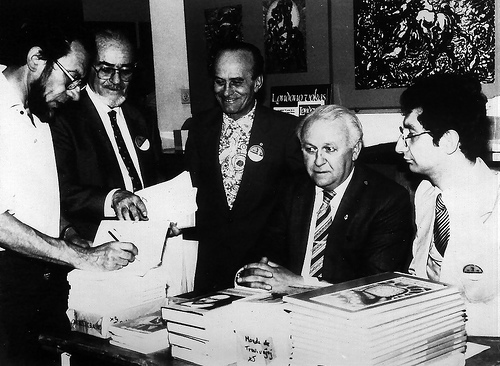
De gauche à droite Georges Lagrange (Serĝo Elgo), Tibor Sekelj,, William Auld, (éditeur).

- Massimo Acciai (eo) (1975–)
- Saribek Agamjan (eo)
- Åke Ahlrén (eo) (1918–2014)
- Nuno Alvares Rodrigues (eo) (1865–1922)
- Marija P. Angelova (eo) (1925–1999)
- William Auld (1924–2006)

- De gauche à droite Georges Lagrange (Serĝo Elgo), Tibor Sekelj, Aldo de' Giorgi (eo), William Auld, Brunetto Casini (eo) (éditeur).

## B
- Julio Baghy (1891–1967)
- Imre Baranyai (eo) (1902–1961)
- Penka Batoeva (eo) (1898–1988)
- Ulrich Becker (1958–)
- Clarence Bicknell (1842–1918)
- Marjorie Boulton (1924–2017)
- Stanisław Zygmunt Braun (eo) (1893–1956)
- Philip Brewer (eo) (1959–)
- Mikhaïl Bronstein (eo) (1949–)

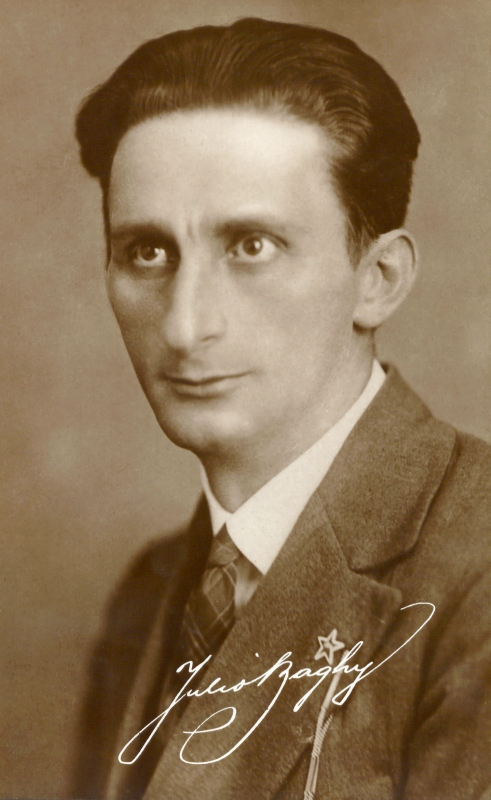
Julio Baghy.
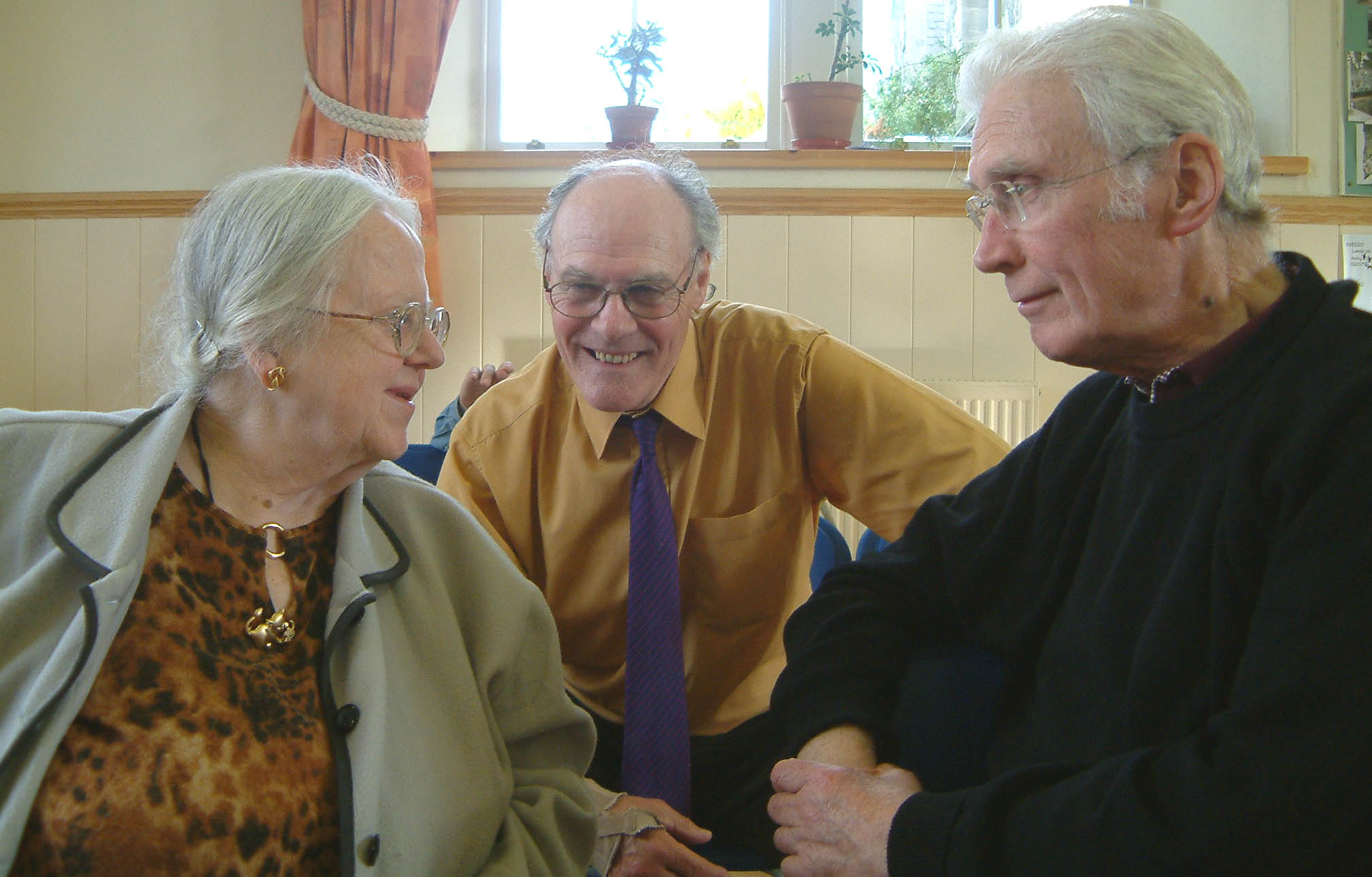
De gauche à droite, Marjorie Boulton, Jack Casey et John Francis.

## C
- Jorge Camacho (1966–)
- Brendon Clark (eo) (1904–1956)

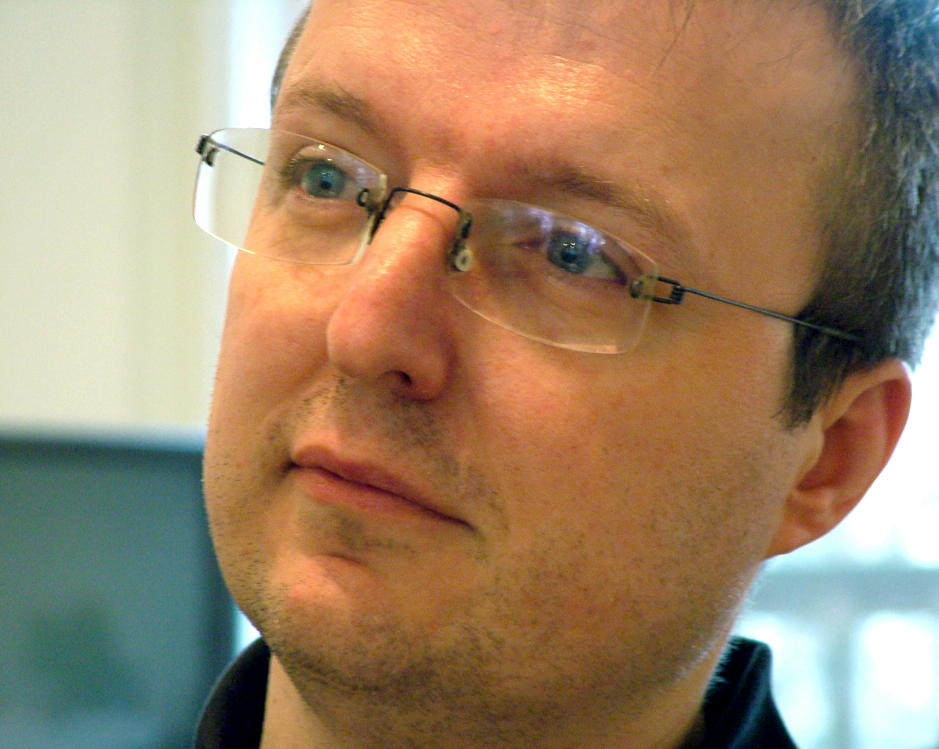
Jorge Camacho.

## D
- Aldo de' Giorgi (eo) (1924–2003)
- Edwin de Kock (eo) (1930–2022)
- John Dinwoodie (eo) (1904–1981)
- Hilda Dresen (1896–1981)

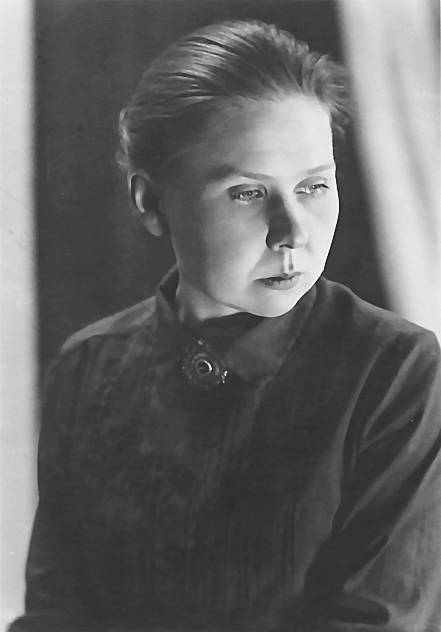
Hilda Dresen.

## E
- Serĝo Elgo, pseudonyme de Georges Lagrange (1928-2004) (voir photo ci-dessus)

## F
- Miguel Fernández Martín (eo) (1950–)
- Arthur Dawson Foote (eo) (1931–1996)
- John Francis (1924–2012) (voir photo ci-dessus)

## G
- Gafur Gazizi (eo) (1958–)
- Mikhaïl Gichpling (eo) (1924–2017)
- Albert Goodheir (1912–1995)
- Antoni Grabowski (1857–1921)
- Jaume Grau Casas (eo) (1896–1950)
- Ellen Gregory (eo) (1891–1976)
- Miguel Gutiérrez Adúriz (eo) (1950–)

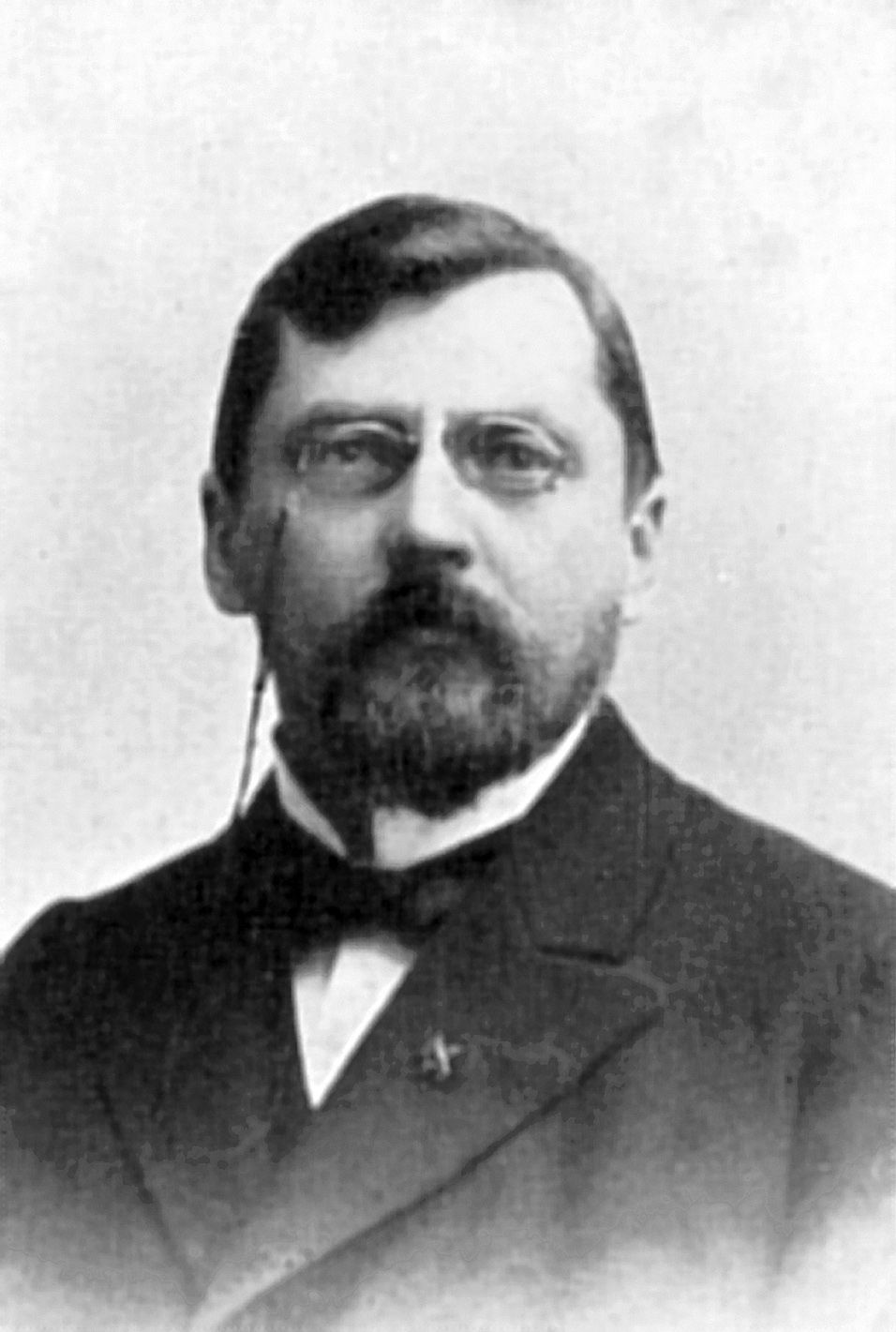
Antoni Grabowski.
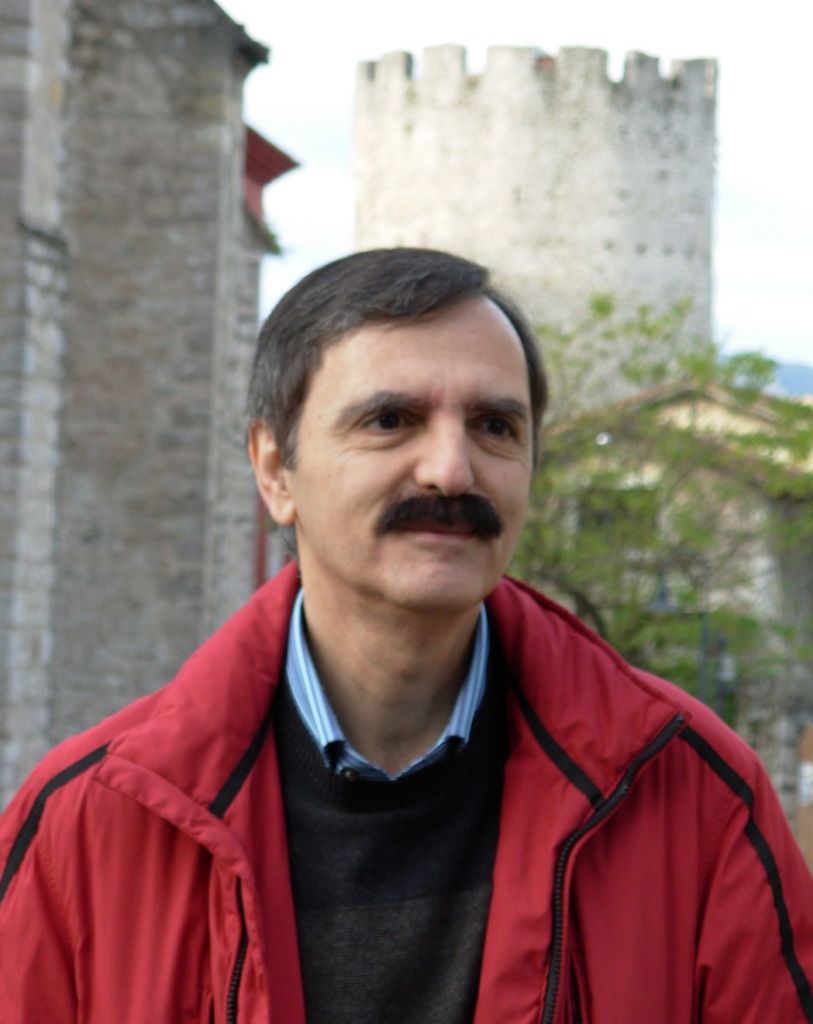
Miguel Gutiérrez Adúriz (eo).

## H
- Georgo Handzlik (eo)
- Marie Hankel (1844–1929)
- Nicolas Hohlov (1891–1953)
- Nicolas Hovorka (eo) (1901–1966)
- Adán Hrynkiewicz (eo) (1931–2013)
- Guopeng Hu (eo) (1963–)

## J
- Jesper Lykke Jacobsen (eo) (1971–)

## K
- Kálmán Kalocsay (1891–1976)
- Aira Kankkunen (1928–2010)
- Nikolajs Ķurzēns (eo) (1910–1959)

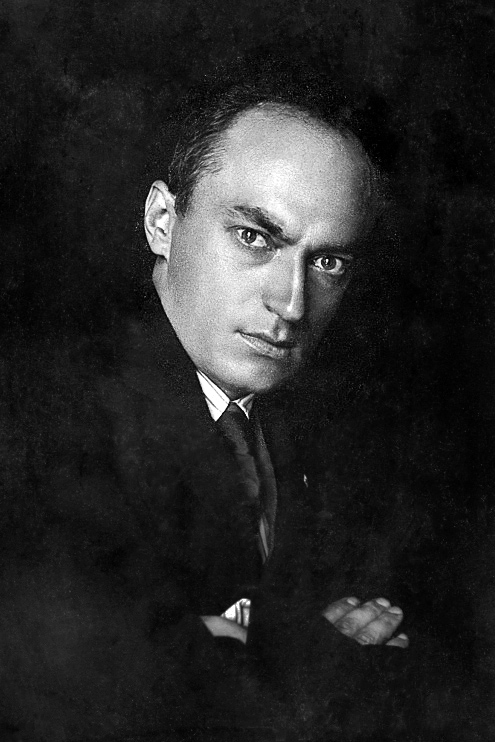
Kálmán Kalocsay.

## M
- Zifu Mao (eo) (1963–)
- Geraldo Mattos (1931–2014)
- Georges E. Maŭra (pseudonyme de Gaston Waringhien)
- Valentin Melnikov (eo) (1957–)
- Eugène Mikhalski (eo) (1897–1937)
- Boris Mirski (eo) (–1917)
- Masao Miyamoto (1913–1989)
- Jesus Moinhos Pardavila (eo) (1970–)
- Abel Montagut (1953–)

## N
- Ivan Naumov (eo) (1971–)
- Mauro Nervi (eo) (1959–)
- Gonçalo Neves (eo) (1964–)
- Zdenka Novljan (eo) (1919–2003)

## O
- Andreï Obrezkov (eo)

## P
- Petro Palivoda (eo) (1959–)
- Milivoje Pavlović (eo) (1907–1995)
- Peter Peneter (pseudonyme de Kálmán Kalocsay)
- Brian Price-Heywood (eo) (1910–1942)
- Edmond Privat (1889–1962)

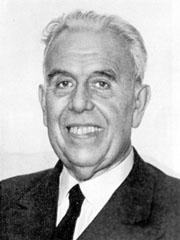
Edmond Privat.

## R
- Baldur Ragnarsson (1930–)
- Reto Mario Rossetti (1909–1994)
- Nicolino Rossi (eo) (1939–)

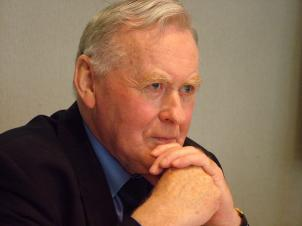
Baldur Ragnarsson.

## S

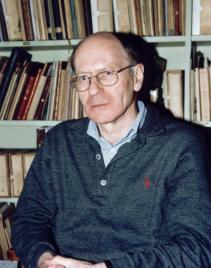
Victor Sadler (1937–)
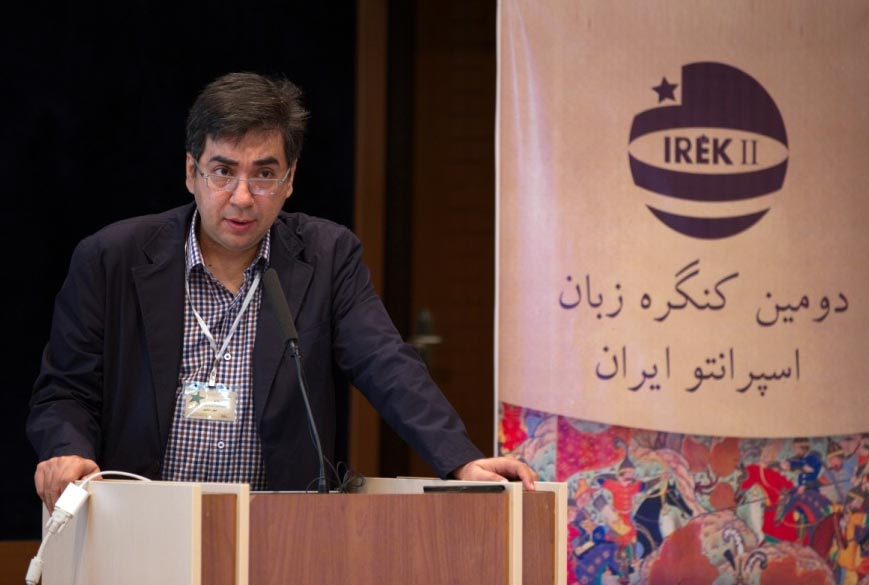
.

- Vladimir Samodaï (eo) (1935–)
- Keyhan Sayadpour (eo) (1967–)
- Anneke Schouten-Buys (eo)
- Raymond Schwartz (1894–1973)
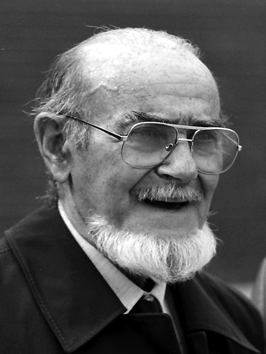
Tibor Sekelj (1912–1988)
- Adalberto Smit (eo) (1897–1994)
- Armand Su (eo) (1936–1990)

- Victor Sadler.
- Keyhan Sayadpour (eo).
- Tibor Sekelj.

## T
- Lajos Tárkony (eo) (1902–1978)
- Lucien Jacques Thevenin (eo) (1891–1962)

## V
- Ján Valašťan-Dolinský (eo) (1892–1965)
- Antonio Valén Fernández (eo) (1965–)
- Henri Paul Vatré (eo) (1908–1998)
- Solomon Vysokovskij (eo) (1933–2005)

## W
- Gaston Waringhien (1901–1991)
- Krys Williams (eo) (1954–)

## Z
- Louis-Lazare Zamenhof (1859–1917)